# Heinrich Conrad (Politiker)
Heinrich Conrad (* 30. Juni 1888 in Goerken (Kreis Königsberg); † 1941) war ein memelländischer Politiker.

## Leben
Conrad war der Sohn des Rittergutsbesitzers Anton Conrad. Er besuchte das Kneiphöfische Gymnasium in Königsberg und das Königliche Luisengymnasium Memel, wo er 1908 das Abitur ablegte. Anschließend trat er als Seekadett in die Kaiserliche Marine ein. An Bord des Panzerkreuzers Gneisenau und des Kanonenbootes Tiger war er zwei Jahre lang in Indien und Ostasien. Anschließend war er bei der Torpedoboots-Flottille; hier machte er im Ersten Weltkrieg auch die Skagerrakschlacht mit. 1917 ging er zur Fliegerabteilung. 1918 kehrte er auf das vom Vater gekaufte Gut Althoff-Memel bei Memel zurück, wo er in verschiedenen Funktionen in der Baltischen Landeswehr kämpfte. Nach einer Lehrzeit auf einem Rittergut übernahm er 1921 das väterliche Gut. Conrad wurde Vorsitzender des Memelländischen Kulturbundes und von 1925 bis 1927 auch Vorsitzender der Memelländischen Landwirtschaftspartei. Von 1925 bis 1927 saß er für seine Partei im Memelländischen Landtag, dem Seimelis.